# Marquette (Nebraska)
Marquette – wieś w Stanach Zjednoczonych, w stanie Nebraska, w hrabstwie Hamilton.